# Simone Zaza
Simone Zaza, född 25 juni 1991 i Policoro, är en italiensk fotbollsspelare.

## Klubbkarriär
Simone Zaza kom till Atalanta 2006 och gjorde sin debut i Serie A 19 april 2009 när han hoppade in i en match mot Reggina. Han gjorde ytterligare ett inhopp under säsongen men året efter tillbringade han med klubbens ungdomslag.
I juli 2010 skrev Zaza på ett 4-årskontrakt med Sampdoria. Under säsongen 2010/11 spelade han för klubbens U20-lag men fick trots det göra två inhopp i Serie A och blev uppflyttad till A-laget i slutet av säsongen. Under sommaren 2011 blev Zaza utlånad till Juve Stabia. Först var det tänkt att han skulle spela hela säsongen där, men efter att bara ha spelat fyra matcher så valde Sampdoria att kalla tillbaka honom i januari 2012. Han blev istället utlånad till Viareggio, där han gjorde nio mål på 16 matcher under våren.
Säsongen 2012/13 blev han återigen utlånad, nu till Serie B-klubben Ascoli. Där gjorde han succé och slutade 6:a i skytteligan med 18 mål på 35 matcher. Det räddade dock inte Ascoli från att åka ur serien.
I juli 2013 köpte Juventus en del av Zaza för 1 miljon euro. Den andra delen köptes av Sassuolo för 2,5 miljoner euro. Säsongen spelade han i Sassuolo där han i september 2013 gjorde sitt första mål i Serie A i 1-4-förlusten mot Livorno. I juni 2014 köpte Sassuolo Juventus del av Zazas rättighet för 7,5 miljoner euro.
I januari 2017 lånades Zaza ut till Valencia för resten av säsongen 2016/2017.

## Landslagskarriär
Simone Zaza har representerat Italien i U16, U17 och U19-landslagen innan han i augusti 2014 blev kallad till A-landslaget för träningsmatchen mot Nederländerna samt EM-kvalet mot Norge. 4 september gjorde han debut när han spelade från start i 2-0-vinsten över Nederländerna. I den 9:e minuten ordnade han straff för Italien som Daniele De Rossi gjorde mål på. Mot Norge så öppnade han målskyttet i den 16:e minuten när Italien vann med 2-0.

### Landslagsmål
| Nr | Datum            | Arena                            | Motståndare   | Mål | Resultat | Tävling             |
| -- | ---------------- | -------------------------------- | ------------- | --- | -------- | ------------------- |
| 1. | 9 september 2014 | Ullevål Stadion, Oslo, Norge     | Norge         | 1–0 | 2–0      | Kvalet till EM 2016 |
| 2. | 4 juni 2018      | Juventus Stadium, Turin, Italien | Nederländerna | 1–0 | 1–1      | Vänskapsmatch       |